# Вајт Рок (Јужна Дакота)
Вајт Рок (енгл. White Rock) град је у америчкој савезној држави Јужна Дакота.

## Демографија
По попису из 2010. године број становника је 3, што је 15 (-83,3%) становника мање него 2000. године.
| Група             | 2000.      | 2010.     |
| Белци             | 17 (94,4%) | 1 (33,3%) |
| Афроамериканци    | 0 (0,0%)   | 0 (0,0%)  |
| Азијати           | 0 (0,0%)   | 0 (0,0%)  |
| Хиспаноамериканци | 1 (5,6%)   | 1 (33,3%) |
| Укупно            | 18         | 3         |